# Caco
Caco (em latim: Cacus), na mitologia romana, era filho do deus do fogo Vulcano, e vivia numa caverna sob o monte Aventino. Segundo Virgílio, na epopeia Eneida, Caco é um gigante semi-humano. Já o poeta Dante Alighieri, na sua Divina Comédia, o retratou como um centauro, irmão dos centauros que guardam o Sétimo Círculo.

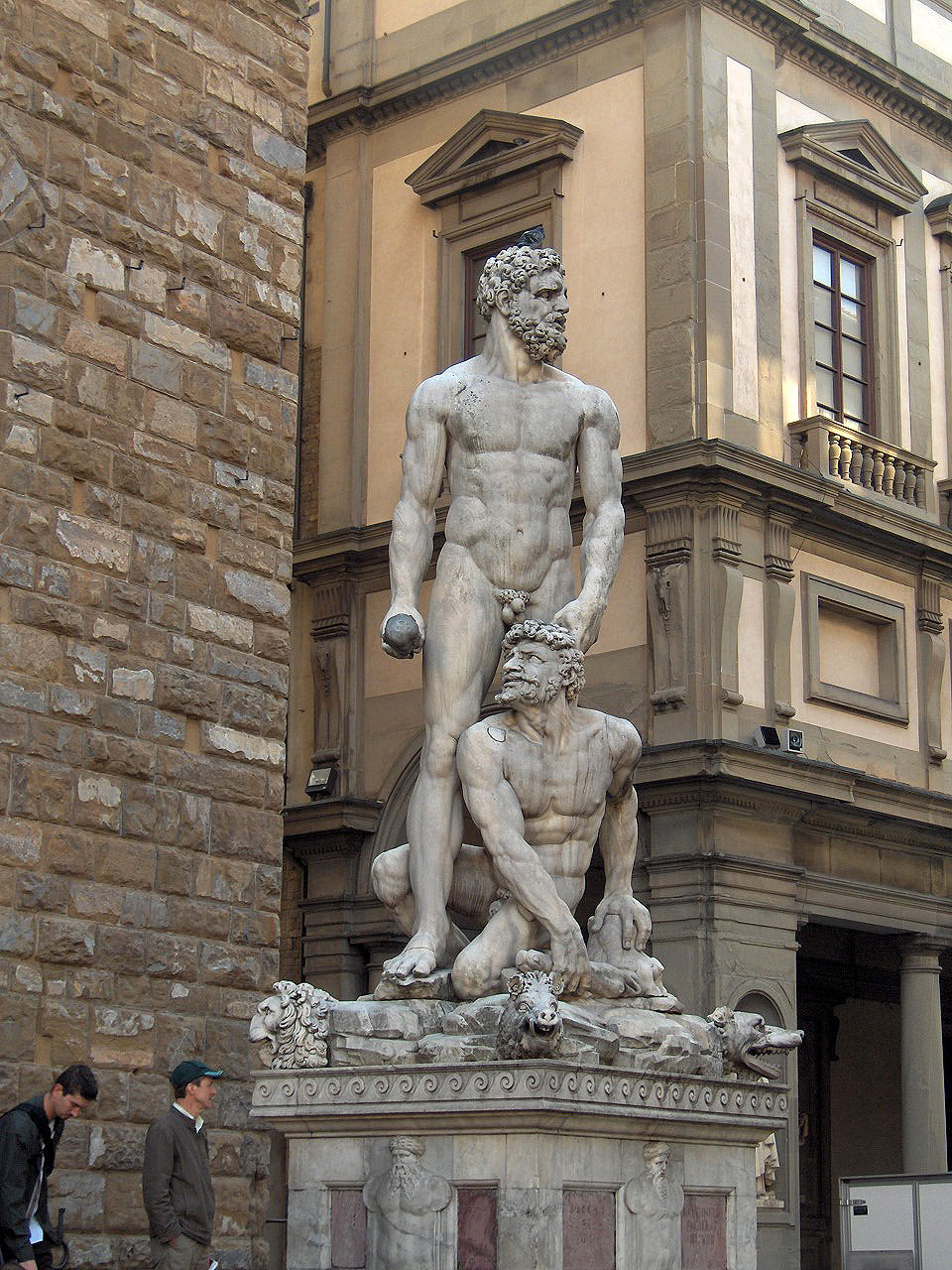
Hércules e Caco
Palazzo Vecchio, Florença.

## Hércules e Caco
Hércules é o herói da mitologia romana (Héracles na grega) que é conhecido pela sua força e coragem. É filho de Júpiter e de uma mortal.
Após ter matado a sua família por loucura, numa tentativa de penitência, Hércules tornou-se servo do rei de Micenas, aceitando cumprir tarefas impossíveis para qualquer mortal. Um dos trabalhos de Hércules (o seu décimo trabalho) consistia em roubar o gado de Gerião, o rei de Tartesso. Depois de terminada a tarefa, quando regressava, parou para descansar em casa do rei Evandro. É aqui que Caco aparece em cena: naquela noite, Caco rouba dois dos melhores touros e quatro novilhos, arrastando o gado pelas caudas com intuito de cobrir as suas pegadas. Quando Hércules despertou, procurou em vão o gado perdido. Porém, quando estava a passar perto da caverna onde Caco estava escondido, um dos novilhos mugiu ruidosamente. Hércules, seguindo o som, encontrou Caco e matou-o, recobrando assim o gado.
João de Barros diz que o seu nome está associado um monte na Galiza (Montayo, ou Moncayo)
Chamou-se Mons Caci, porque nele morou Caco, que Hércules matou.
Esta referência de Barros respeita a Hércules Líbico, figura mítica da Monarquia Lusitana.

## Cultura popular

### Adaptações em livros juvenis
Na série juvenil Percy Jackson, o herói interage com um personagem chamado Caco.
No livro Roma, de Steven Saylor também é citado tal batalha, na qual se diz que o povo ancestral de Roma começou a cultuar Hércules, pois foi seu salvador do monstro Caco.